# Airlines for America
Airlines for America (A4A), раніше відома як Асоціація повітряного транспорту Америки (ATA), є американською торговою асоціацією та лобістською групою, що базується у Вашингтоні, округ Колумбія, яка представляє основні північноамериканські авіалінії.